# Distretto di Tirapata
Il distretto di Tirapata è un distretto del Perù, facente parte della provincia di Azángaro, nella regione di Puno.